# Корелья
Корелья (ісп. Corella) — муніципалітет в Іспанії, у складі автономної спільноти Наварра. Населення — 8031 особа (2009).
Муніципалітет розташований на відстані близько 250 км на північний схід від Мадрида, 80 км на південь від Памплони.

## Демографія
Динаміка населення (INE ):

## Галерея зображень

Розташування муніципалітету
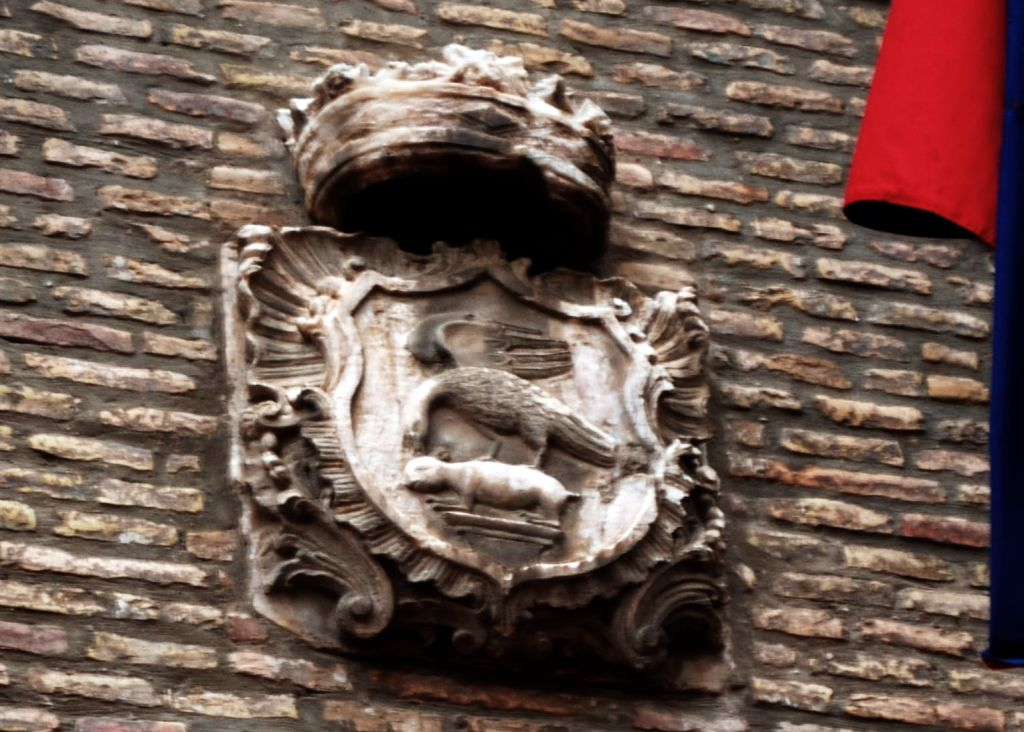
Герб муніципалітету Корелья
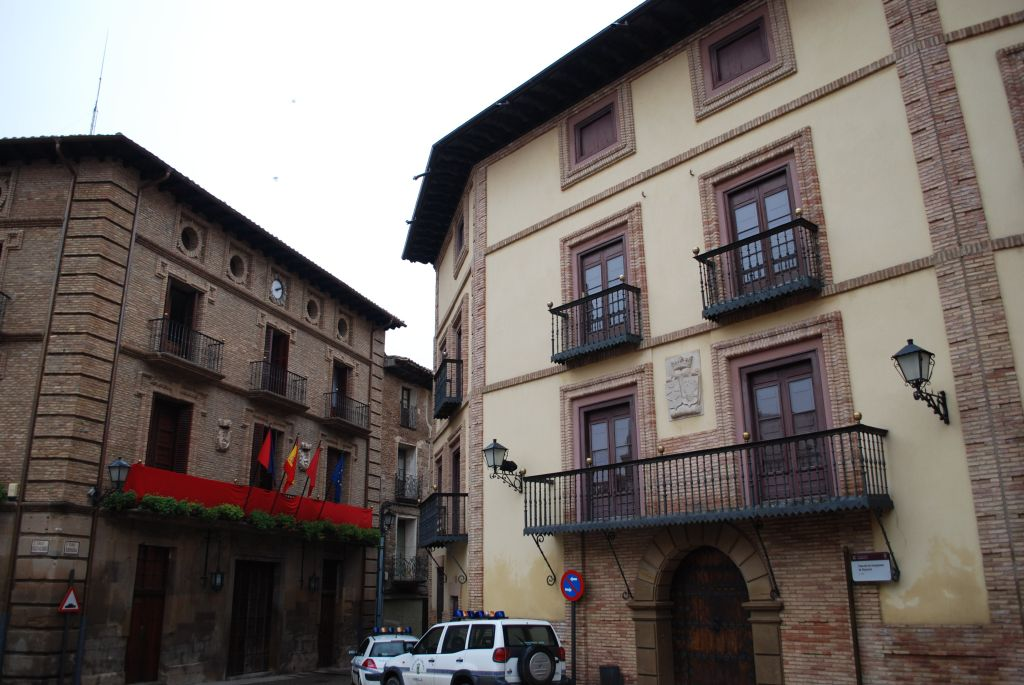
Муніципальна рада
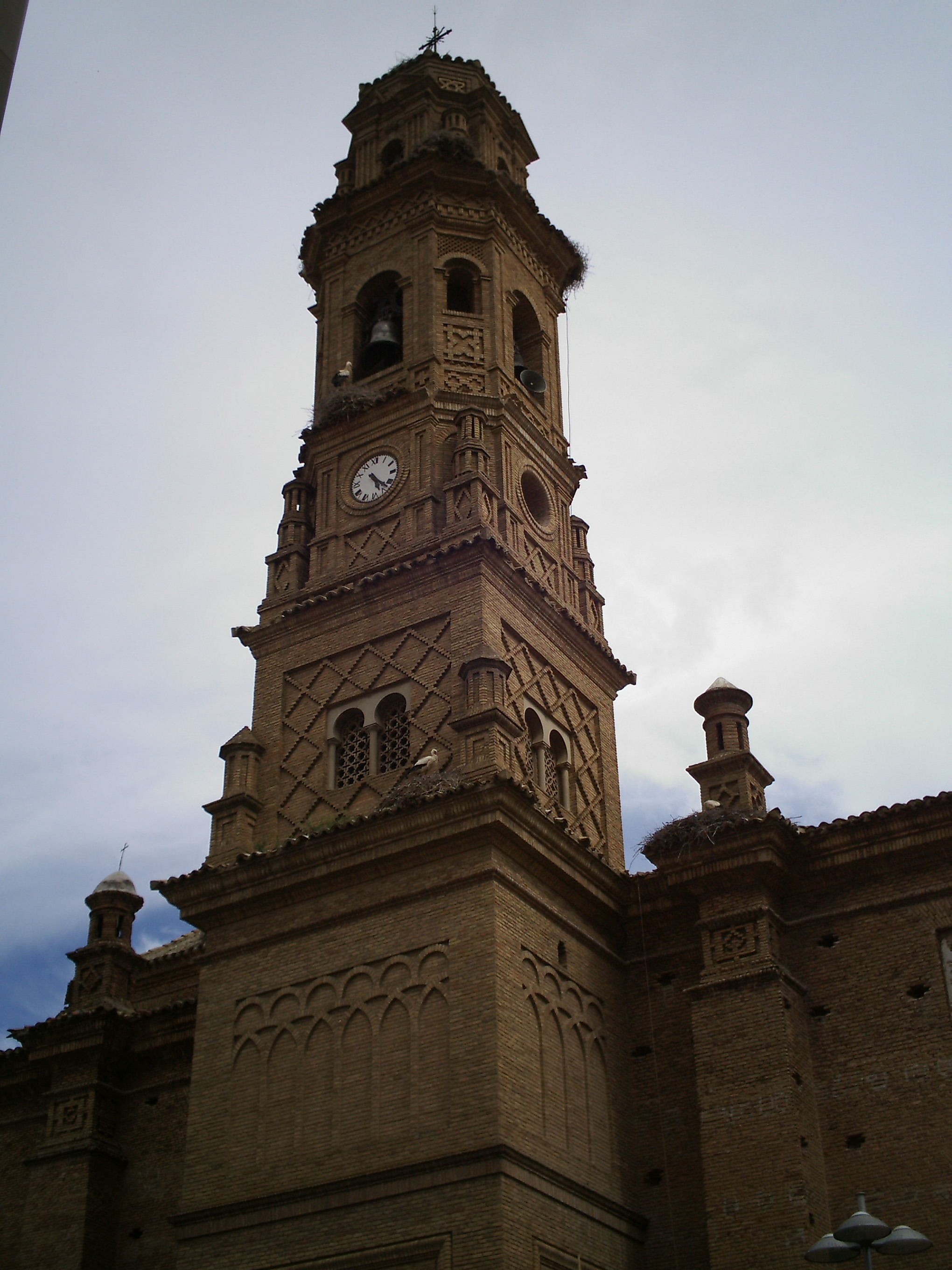
Церква Нуестра-Сеньйора-дель-Росаріо